# ヴァルダオーネ
ヴァルダオーネ（イタリア語: Valdaone）は、イタリア共和国トレンティーノ＝アルト・アディジェ州トレント自治県にある、人口約1,200人の基礎自治体（コムーネ）。
2015年1月1日にベルソーネ、ダオーネとプラーゾが合併して発足した。

## 地理

### 位置・広がり

#### 隣接コムーネ
隣接するコムーネは以下の通り。括弧内のBSはブレシア県所属を示す。
- ボルゴ・キエーゼ (コンディーノ、チーメゴ)
- ブレーノ (BS)
- カステル・コンディーノ
- チェート (BS)
- チェーヴォ (BS)
- マッシメーノ
- ペルーゴ
- ピエーヴェ・ディ・ボーノ＝プレッツォ (ピエーヴェ・ディ・ボーノ、プレッツォ)
- ポルテ・ディ・レンデーナ (ヴィッラ・レンデーナ)
- サヴィオーレ・デッラダメッロ (BS)
- セッラ・ジュディカリエ (ブレグッツォ、ロンコーネ、ラルダーロ)
- スピアッツォ
- ストレンボ

## 行政

### 分離集落
ヴァルダオーネには、以下の分離集落（フラツィオーネ）がある。
- Bersone, Daone (sede comunale), Praso, Sevror